# Ronit
Ronit is zowel een Israëlische meisjesnaam als een Indiase jongensnaam. 

## Naamdragers

### Meisjesnaam
- Ronit Avni, Israëlisch-Canadees-Amerikaanse filmer en activiste voor de mensenrechten
- Ronit Baranga, Israëlische beeldhouwster
- Ronit Elkabetz (1964-2016), Israëlisch-Franse actrice en filmer
- Ronit Lentin (1944), Israëlisch-Ierse sociologe en schrijfster
- Ronit Matalon (1959), Israëlisch schrijfster van sciencefiction
- Ronit Tirosh (1953), Israëlische politica en lid van de Knesset
- Ronit Palache (1984), Nederlands schrijfster en journalist

### Jongensnaam
- Ronit Roy (1965), Indiase Bollywood acteur